# Tepelná vodivost
Ve fyzice označuje tepelná vodivost schopnost daného kusu látky, konstrukce (např. zdi), vést teplo. Představuje rychlost, s jakou se teplo šíří z jedné zahřáté části látky do jiných, chladnějších částí.
Tepelná vodivost dané látky je charakterizována součinitelem tepelné vodivosti. Součinitel tepelné vodivosti bývá často chybně označován přímo jako tepelná vodivost, součinitel je však měrná tepelná vodivost.

## Součinitel tepelné vodivosti
Je definován jako koeficient úměrnosti mezi hustotou tepelného toku (q) v dané látce a záporně vzatým gradientem teploty (T):
{\displaystyle \mathbf {q} =-\lambda \,\mathbf {grad} \,T}.
Je-li tepelný tok homogenní a ustálený, lze tento definiční vztah vyjádřit názorněji:
{\displaystyle {\frac {Q}{tS}}=\lambda \,{\frac {\Delta T}{d}}}, resp.
{\displaystyle \lambda ={\frac {d}{tS\Delta T}}\,Q},
kde Q je množství tepla, které za čas t projde mezi dvěma shodnými plochami obsahu S kolmými ke směru toku a vzájemně posunutými v tomto směru o vzdálenost d, je-li mezi nimi rozdíl teplot ΔT.
Tuto definici lze také vyjádřit tak, že součinitel tepelné vodivosti vyjadřuje množství tepla, které za jednotku času (1 sekunda) projde jednotkou plochy (v SI 1 čtverečním metrem) homogenní desky jednotkové tloušťky (v SI 1 metr), jejíž stěny mají po celé ploše stejnou teplotu, je-li mezi nimi udržován jednotkový teplotní rozdíl (v SI 1 kelvin).
Jako převrácená hodnota součinitele tepelné vodivosti je definován měrný tepelný odpor.

## Značení
- Značka veličiny: λ
- Jednotka SI: watt na metr a kelvin, značka jednotky: W·m−1·K−1

## Výpočet tepla předaného vedením
Množství tepla {\displaystyle Q}, které projde za čas {\displaystyle \tau } plochou {\displaystyle S} do hloubky {\displaystyle d} se určí ze vztahu
{\displaystyle Q=\lambda S{\frac {\Delta T}{d}}\tau },
kde {\displaystyle \lambda } je součinitel tepelné vodivosti a {\displaystyle \Delta T} je rozdíl teplot na vzdálenosti {\displaystyle d}.
Tento vztah platí pouze v případě, že lze tepelný tok považovat za homogenní a ustálený. V opačném případě je nutno řešit diferenciální rovnici vedení tepla.
Součinitel tepelné vodivosti {\displaystyle \lambda } je materiálová konstanta, která se zjišťuje experimentálně.

## Vlastnosti
U materiálů s definovanou tloušťkou se často udává součinitel prostupu tepla U, který je definován jako výkon, který projde plochou jednoho čtverečního metru při rozdílu teplot 1 kelvin.
Tepelná vodivost společně s tepelnou kapacitou také ovlivňuje subjektivní vnímání teploty těles při doteku. Např. dotýkáme-li se dvou chladných předmětů se stejnou teplotou, z nichž jeden je kovový a druhý dřevěný, zdá se nám dřevěný předmět teplejší, protože jeho povrch se zahřívá tělesným teplem snadněji, zatímco kovový předmět teplo snadněji odvádí daleko od povrchu.
Tepelná vodivost je mírně závislá na teplotě. U kovů s rostoucí teplotou klesá, u polovodičů naopak s teplotou roste.

## Příklad hodnot tepelné vodivosti
Tepelná vodivost kapalin a plynů je udávána v klidu (tzn. nedochází k přenosu tepla prouděním).
Tabulka udává hodnoty tepelné vodivosti vybraných materiálů při teplotě 25 a 20 °C.
| Látka                  | λ [W·m−1·K−1] | λ [W·m−1·K−1] | λ [W·m−1·K−1] |
| Látka                  | při 25 °C     | při 20 °C     | při 0 °C      |
| ---------------------- | ------------- | ------------- | ------------- |
| diamant                | 895–2300      |               |               |
| stříbro                | 429           | 418           |               |
| měď                    | 386           | 395           | 401           |
| zlato                  | 317           |               |               |
| hliník                 | 237           | 229           |               |
| mosaz                  | 120           |               |               |
| železo                 | 80,2          | 73            |               |
| platina                | 71,6          |               |               |
| olovo                  | 35,3          |               |               |
| rtuť                   | 8,514         |               |               |
| křemen                 | 7–12          |               |               |
| žula                   |               | 2,9 – 4,0     |               |
| led                    | –             | –             | 2,2           |
| beton                  |               | 1,5           |               |
| sklo                   | 1,35          | 0,60 – 1,0    |               |
| cihla                  |               | 0,28 – 1,2    |               |
| škvárobeton            |               | 0,70          |               |
| voda                   | 0,6062        | 0,6           | 0,55          |
| nylon                  | 0,24          |               |               |
| linoleum               |               | 0,19          |               |
| dřevo stavební         | 0,18 – 0,49   |               |               |
| polystyren             |               | 0,16          |               |
| benzín                 |               | 0,131         |               |
| olej                   | 0,13          |               |               |
| pěnové sklo            |               |               | 0,04          |
| dřevo balsové          | 0,048         |               |               |
| skelná vata            |               | 0,04          |               |
| ovčí vlna              | 0,04          |               |               |
| sníh (čerstvý)         |               |               | 0,03          |
| polystyrenová pěna     | 0,033         | 0,035         |               |
| vzduch (normální tlak) | 0,0262        | 0,026         |               |
| aerogel                | 0,015–0,020   |               |               |